# Musée d'Archéologie ligure
Le musée d'Archéologie ligure (Museo di archeologia ligure) est situé dans les bâtiments de la villa Durazzo-Pallavicini dans le quartier Pegli de la ville italienne de Gênes.

## Description
Le musée offre un large panorama de l'histoire ancienne de la Ligurie. Sont exposés, par exemple, des spécimens d'ours des cavernes vieux de 80 000 ans qui se trouvaient  dans les nombreuses grottes et grottes ligures pendant la dernière période glaciaire. Le musée d'Archéologie se concentre également sur les vestiges romains de la région ; l'un des plus importants a été mis en lumière lors des travaux du métro génois dans les années 1990.
L'exposition a été fortement développée dans les années 2000 et équipée de matériel didactique. Les expositions les plus importantes sont les suivantes :
- Les tombes paléolithiques, parmi les mieux conservées d'Europe ; la plus ancienne date de plus de 20 000 ans et est appelée la tombe du Principe delle Arene Candide, ceci par son trousseau funéraire exceptionnellement riche.
- Les tombes des premiers habitants de Gênes, datant de 500 av. J.-C., construites le long des routes commerciales entre l’Étrurie et la Marseille grecque. Des céramiques grecques, des bronzes étrusques, des vases en albâtre et des verres du Moyen-Orient sont exposés dans le musée.
- La première stèle de la région de Lunigiana qui  témoigne des héros de la guerre de l'âge du cuivre.
- la Tablette de bronze de Polcevera, le premier acte juridique de Ligurie.

L'exposition est complétée par une précieuse collection du Prince Oddone Eugenio Maria di Savoia, fils de Victor Emmanuel II. Il comprend des vases grecs, des bronzes, des céramiques, des verreries et des pierres précieuses romaines.

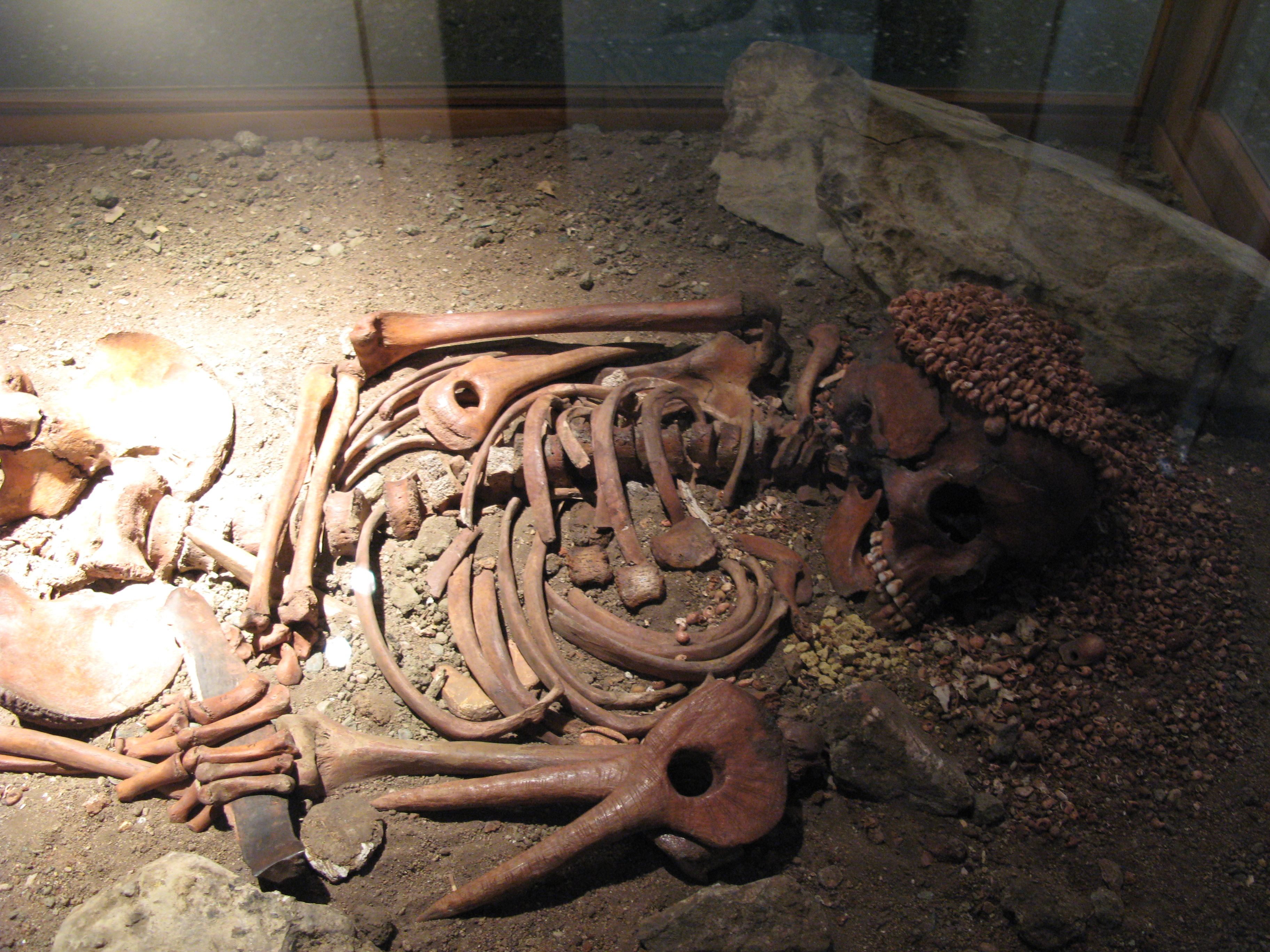
Tombe dite du prince
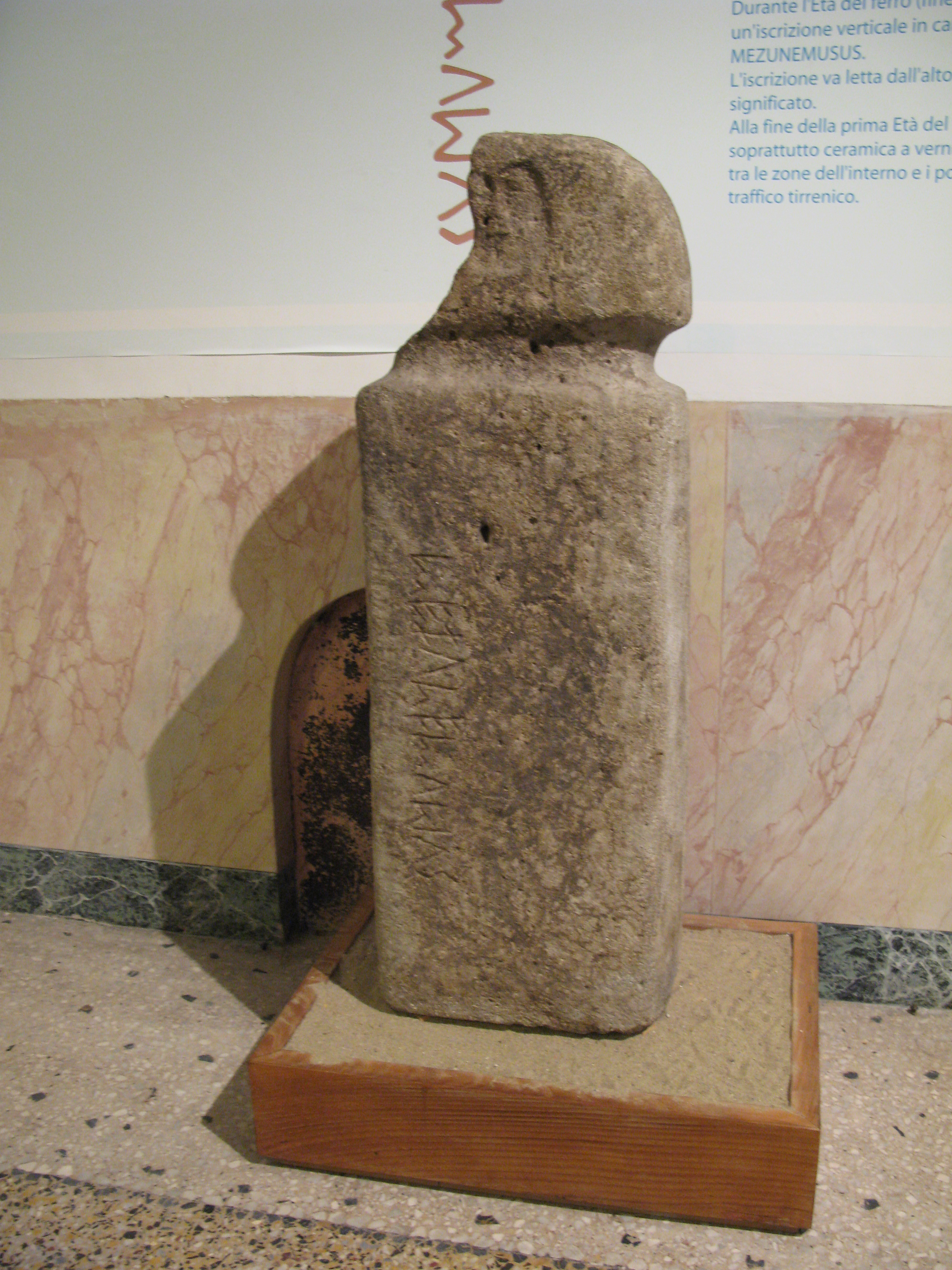
Stèle de Zignago
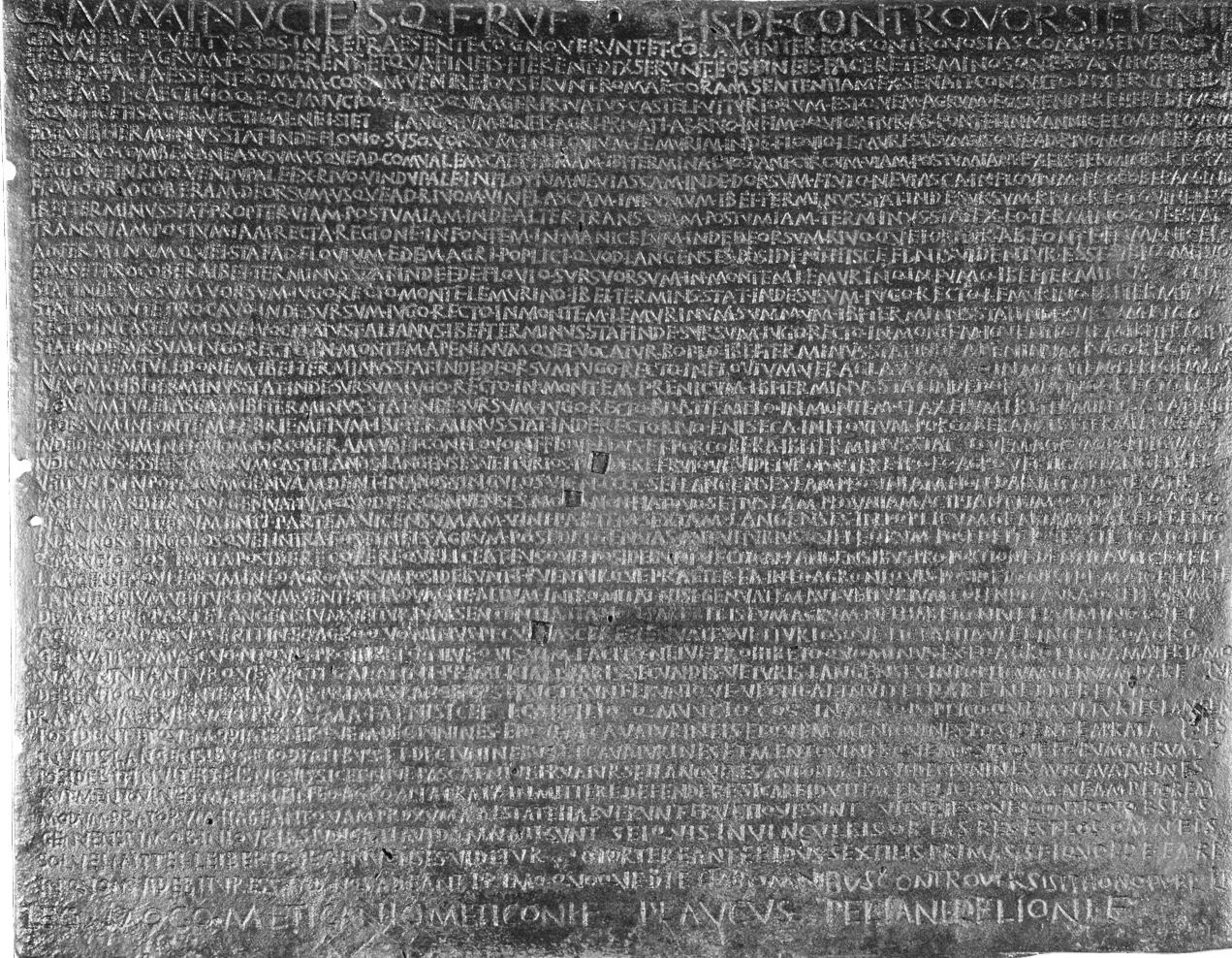
Tablette de Polcevera